# Leiopodus singularis
Leiopodus singularis är en biart som först beskrevs av Linsley och Michener 1937.  Leiopodus singularis ingår i släktet Leiopodus och familjen långtungebin. Inga underarter finns listade i Catalogue of Life.

## Bildgalleri

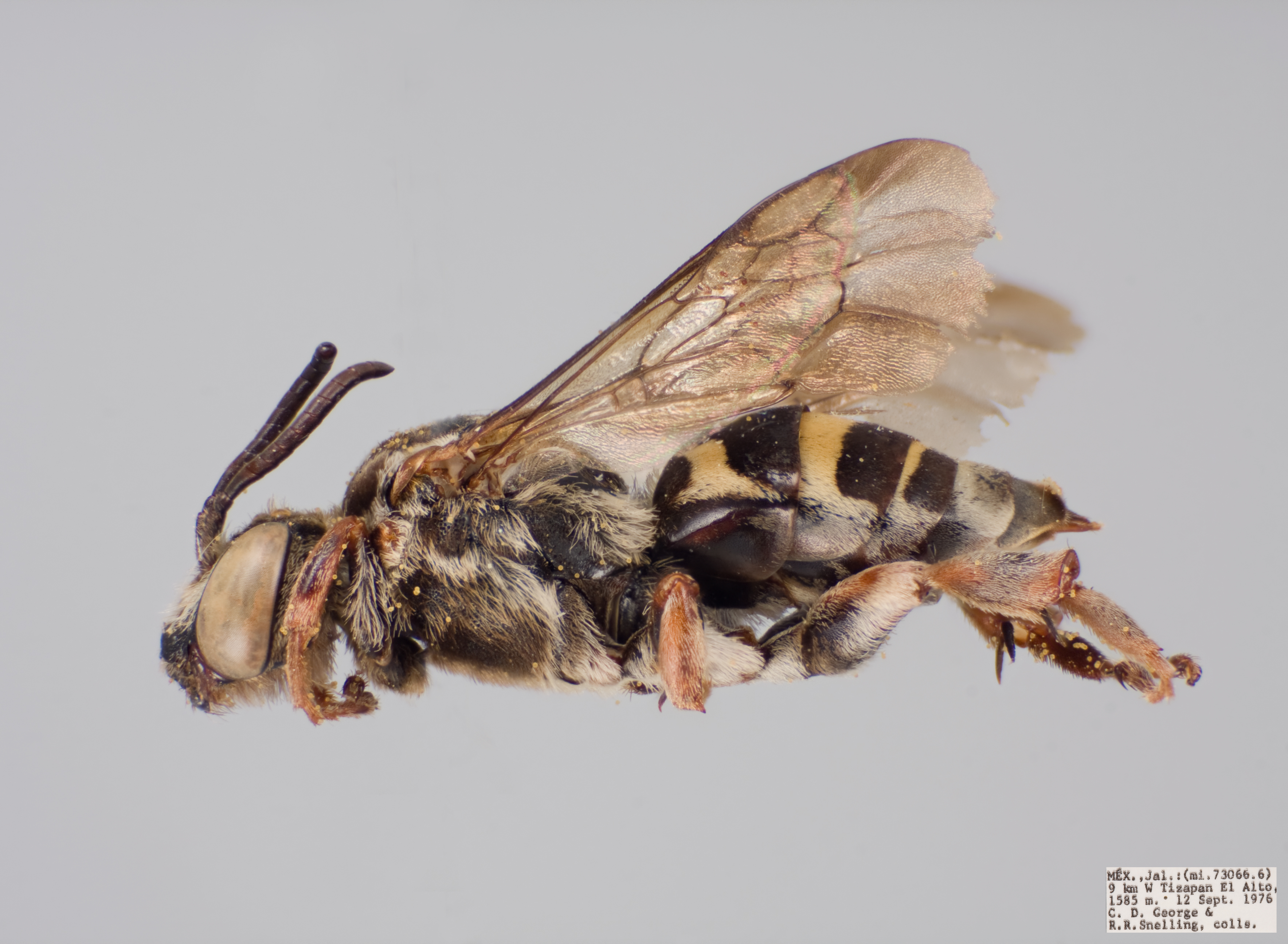
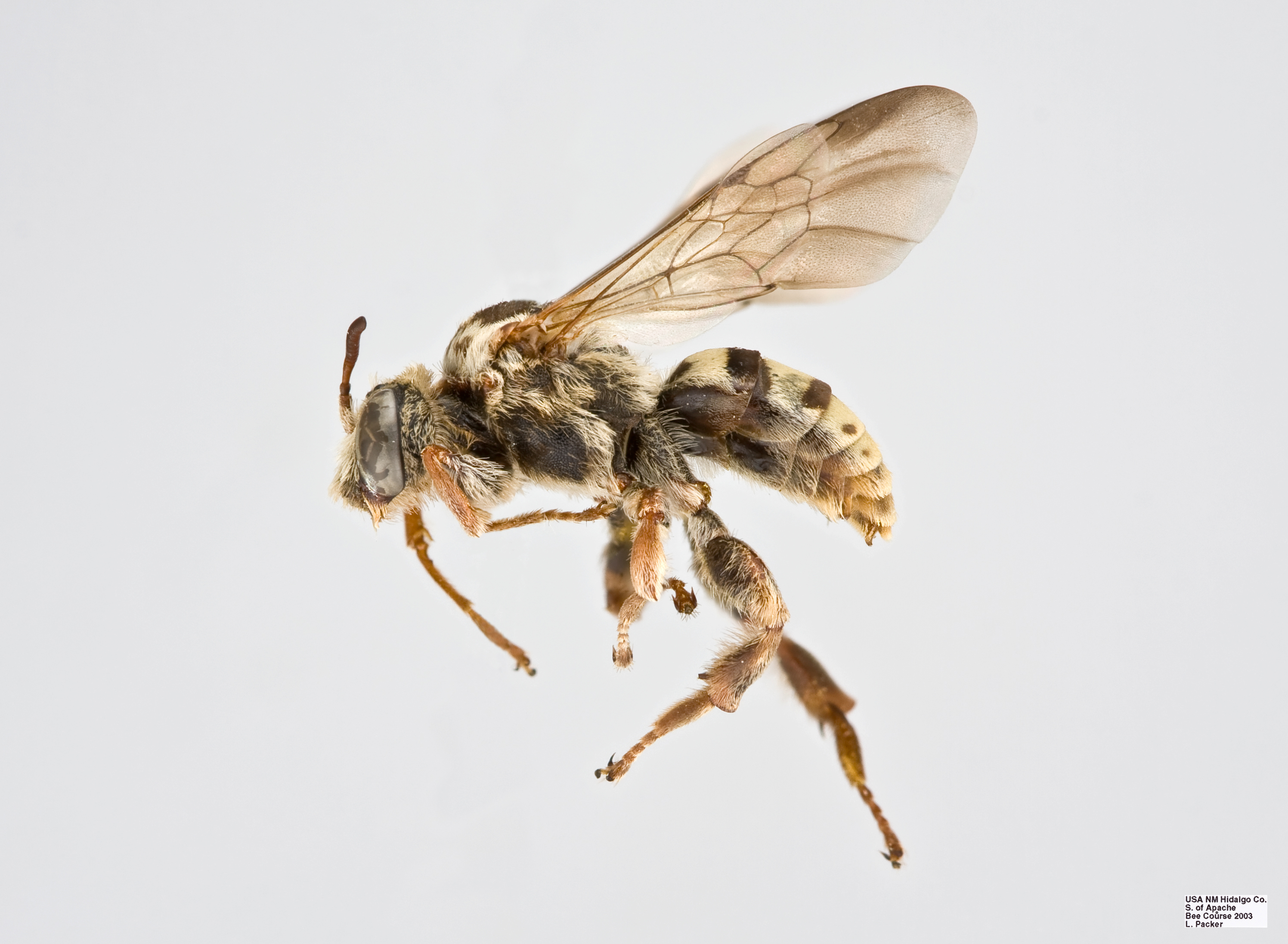